# Коцофеній-дін-Дос
Коцофеній-дін-Дос (рум. Coțofenii din Dos) — село у повіті Долж в Румунії. Входить до складу комуни Коцофеній-дін-Дос.
Село розташоване на відстані 197 км на захід від Бухареста, 20 км на північний захід від Крайови.

## Населення
За даними перепису населення 2002 року у селі проживали 1199 осіб, усі — румуни. Усі жителі села рідною мовою назвали румунську.